# رافائل ملدولا
رافائل ملدولا (انگلیسی: Raphael Meldola; ۱۹ ژوئیهٔ ۱۸۴۹ – ۱۶ نوامبر ۱۹۱۵) دانشمند در زمینه شیمی اهل پادشاهی متحد بریتانیای کبیر و ایرلند بود.
وی همچنین برندهٔ جوایزی همچون همکار انجمن سلطنتی و مدال دیوی شده‌است.